# Vuillecin
Vuillecin is een gemeente in het Franse departement Doubs (regio Bourgogne-Franche-Comté) en telt 524 inwoners (1999). De plaats maakt deel uit van het arrondissement Pontarlier.

## Geografie
De oppervlakte van Vuillecin bedraagt 14,2 km², de bevolkingsdichtheid is 36,9 inwoners per km².
De onderstaande kaart toont de ligging van Vuillecin met de belangrijkste infrastructuur en aangrenzende gemeenten.

## Demografie
Onderstaande figuur toont het verloop van het inwonertal (bron: INSEE-tellingen).